# Schweinemuseum

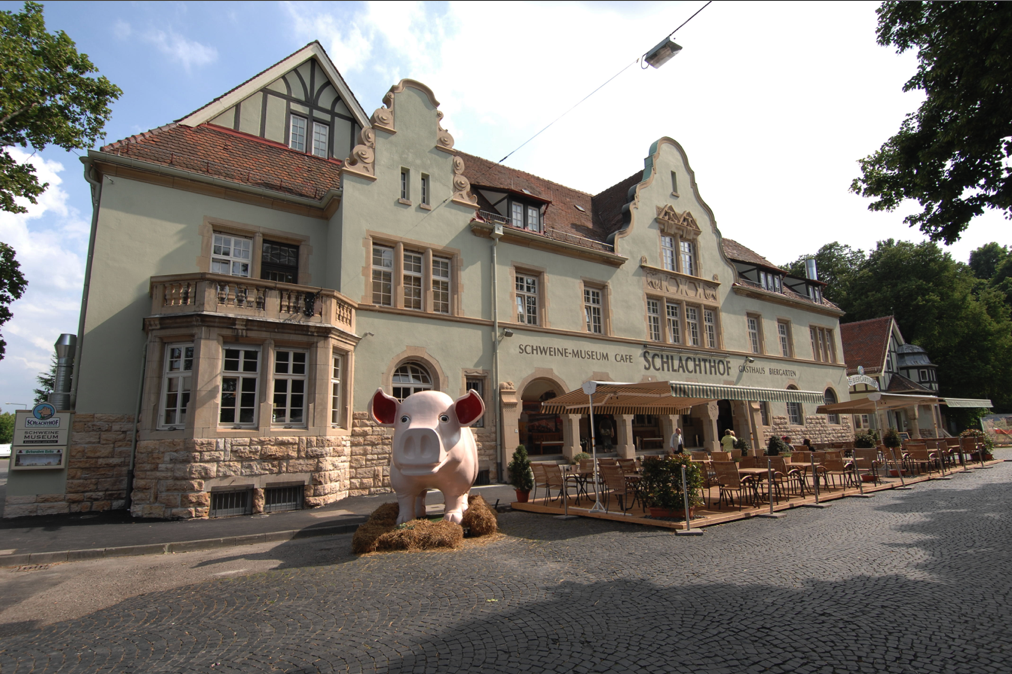
Alter Stuttgarter Schlachthof (2010)

Das Schweinemuseum in Stuttgart ist ein privat geführtes Museum, das sich mit der Kunst- und Kulturgeschichte des Schweins befasst.

## Geschichte
Das Schweinemuseum wurde von der Stuttgarter Gastronomin Erika Wilhelmer ab 1989 als privat geführtes Sammler- und Glücksschweinmuseum in Bad Wimpfen betrieben. In den 2010er Jahren war die Sammlung rund um das Thema Schwein auf über 50.000 Exponate angewachsen. Seit dem Umzug des Museums in das 100 Jahre alte Verwaltungsgebäude des ehemaligen Schlachthofes in Stuttgart-Gaisburg im Jahr 2010 werden die Exponate auf mehr als 800 Quadratmetern in über 27 Themenräumen inszeniert. Der Jugendstilbau der einstigen Schlachthofverwaltung, erbaut 1912 nach Entwurf von Albert Pantle, bietet darüber hinaus das entsprechende architektonische Umfeld für eine Ausstellung zur Kulturgeschichte des Schweins.
Wilhelmer führt das Schweinemuseum im Schlachthof und den angegliederten Gastronomiebetrieb zusammen mit ihrem Sohn Michael Wilhelmer, Geschäftsführer der Wilhelmer Gastronomie GmbH in Stuttgart und seit 2009 Schwabenbräu-Festwirt auf dem Cannstatter Wasen.

## Ausstellung

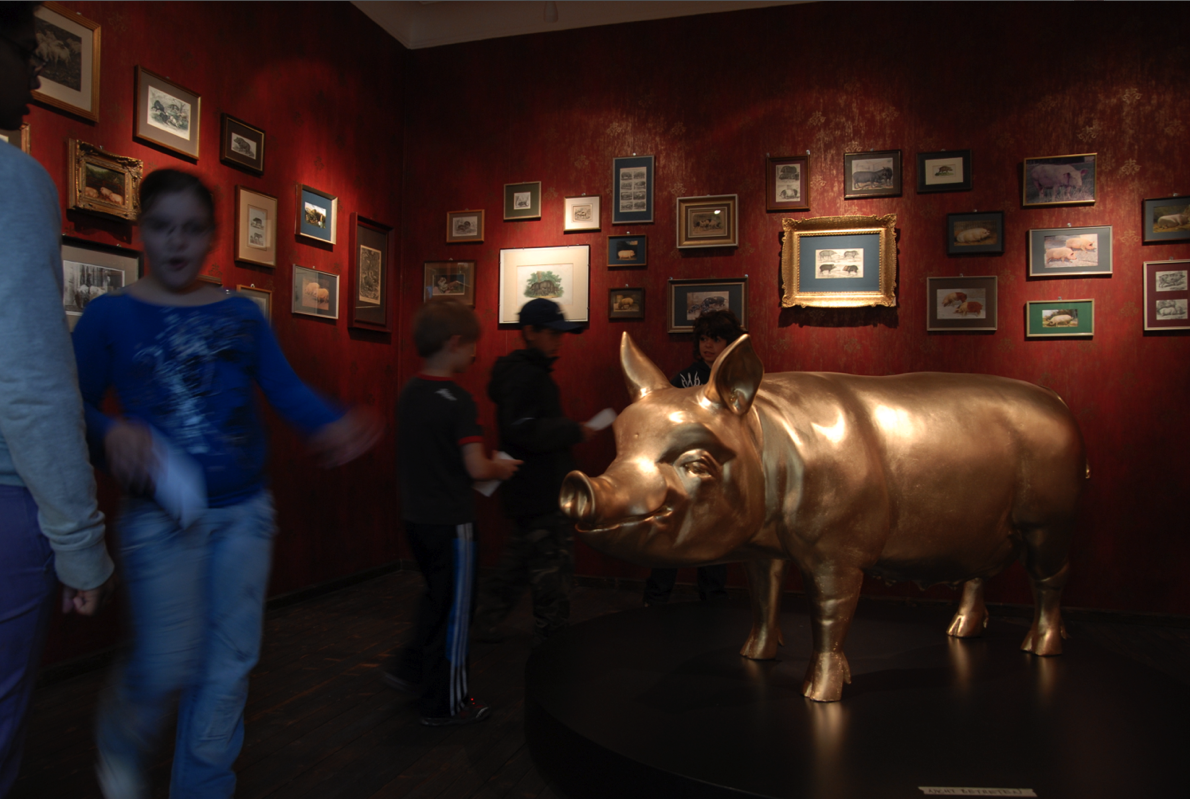
„Goldenes Schwein“: Ahnengalerie

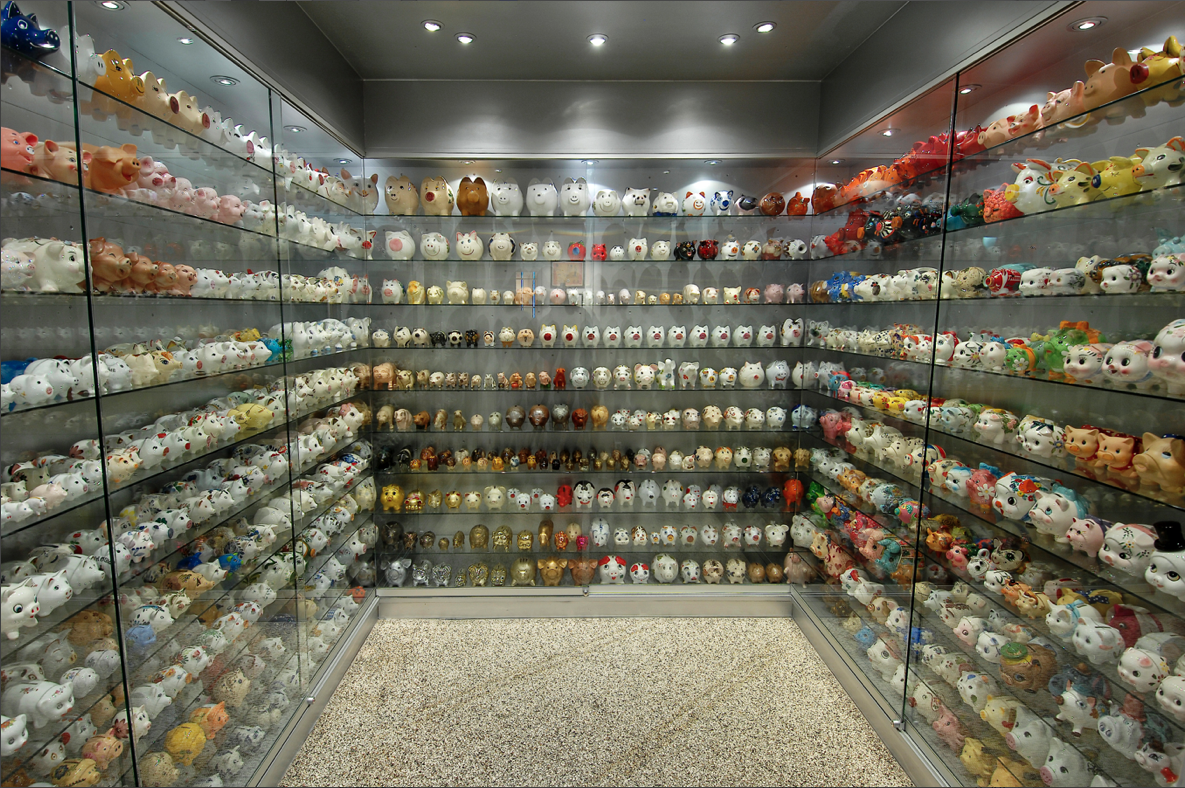
„Schweine-Tresor“: Sparschweine

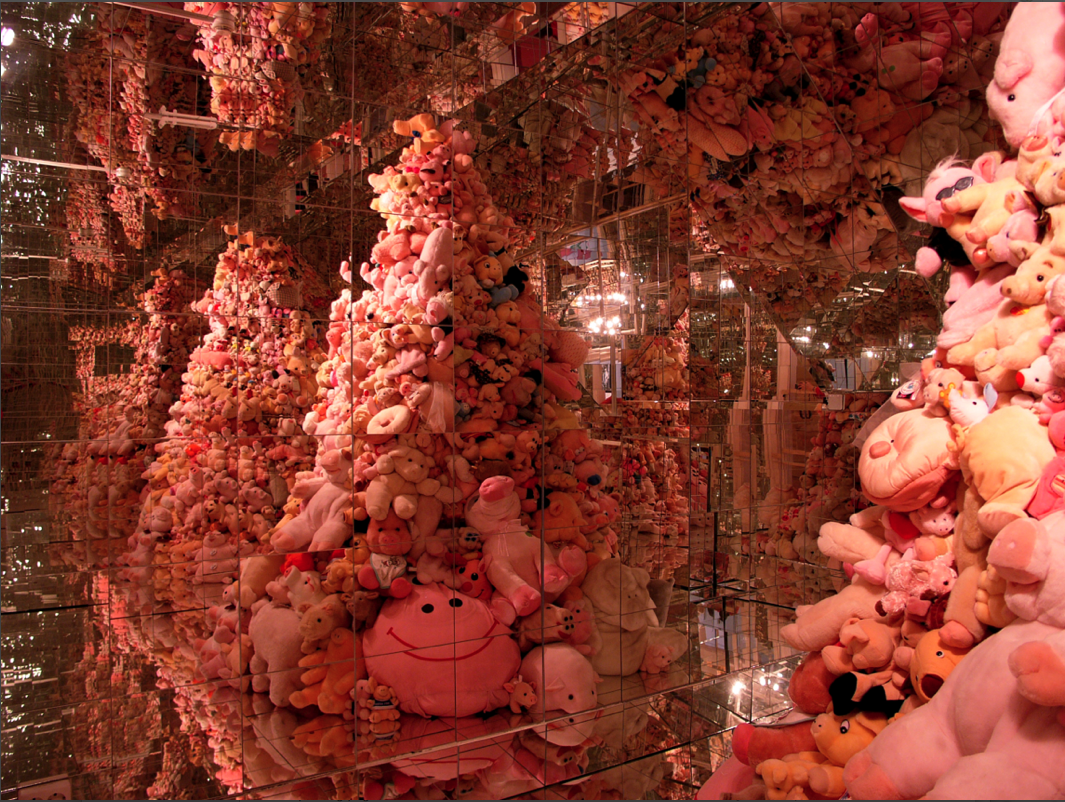
„Sauhaufen“: Plüsch-Schweine

Seit mehr als 9000 Jahren begleitet das Hausschwein den Menschen und hat seine Kultur entscheidend mitgeprägt. Dabei wurde es sehr vielfältig interpretiert und widersprüchlich gesehen, einerseits als Symbol für Glück und Wohlstand, andererseits als Sinnbild des körperlich Exzessiven, als Inbegriff von Dummheit, Schmutz und Gier. In vielen deutschen Redewendungen und einer Vielzahl von Formen und Materialien ist das Schwein präsent: als Glücksbringer oder Sparschwein, als Spielzeug, Nippes oder Gebrauchsgegenstand. Das Schweinemuseum bietet nach Anmeldung Führungen für Gruppen von bis zu 25 Personen an. In fast 30 Schauräumen beleuchtet die Ausstellung die folgenden Aspekte:
- Metzgerei
- Wildschwein
- Jagd
- Schweinelabor
- Ahnengalerie
- Schweine weltweit
- Schweinelatein
- Hausschwein
- Rund ums Schwein
- Schweinestall
- Schweinkram
- Kalenderschwein
- Mythos Schwein
- VIP Sau
- Schweinerollet
- Schweinetresor
- MaterialSchwein
- Ferkelzimmer
- Minischweine
- Bunte Sau
- Küche
- Bad Wimpfen
- Schweinehaufen
- Schweinearena
- Schweinedepot
- Sau-na
- Kunstschweine und Wechselausstellung